# Duitse militaire begraafplaats in Flammersfeld
De Duitse militaire begraafplaats in Flammersfeld is een militaire begraafplaats in Rijnland-Palts, Duitsland. Op de begraafplaats liggen omgekomen Duitse militairen uit de Eerste en Tweede Wereldoorlog.

## Begraafplaats
De begraafplaats maakt deel uit van de gemeentelijke begraafplaats van Flammersfeld. Op de begraafplaats rusten 239 Duitse militairen, waarvan het merendeel is omgekomen in de Tweede Wereldoorlog. De meeste slachtoffers kwamen in de laatste fase van de Tweede Wereldoorlog om het leven. Het gebied rond Flammersfeld lag enige tijd in de frontlinie.